# Сомики-хаки
Сомики-хаки (лат. Chaca) — род лучепёрых рыб монотипического семейства хаковых (Chacidae). Распространены в пресных водоёмах от восточной Индии, до Калимантана.
У представителей рода голова удлинённая, широкая и уплощённая, с очень широким ртом на конце и тремя или четырьмя парами усиков. Носовые усики, если присутствуют, небольшие. Верхнечелюстной усик иногда используется в качестве приманки для добычи. Глаза очень мелкие. Спинной плавник с короткой колючкой и четырьмя мягкими лучами. Анальный плавник с 8—10 мягкими лучами. Грудной плавник с одной зазубренной колючкой и 4—5 мягкими лучами. Брюшной плавник большой, с 6 лучами. Жировой плавник сливается с хвостовым. Задняя часть тела сжата с боков. Максимальная длина тела около 24 см. В хребте 31—35 позвонков, из которых туловищных 14—16.

## Виды
В состав рода включают четыре вида:
- Chaca bankanensis Bleeker, 1852
- Chaca burmensis Brown & Ferraris, 1988
- Chaca chaca (Hamilton, 1822) — Сомик-хака
- Chaca serica H. H. Ng & Kottelat, 2012